# Coenosia diluta
Coenosia diluta este o specie de muște din genul Coenosia, familia Muscidae, descrisă de Stein în anul 1913. Conform Catalogue of Life specia Coenosia diluta nu are subspecii cunoscute.